# کلودیو ورینو
کلودیو ورینو (انگلیسی: Claudio Verino؛ زادهٔ ۳۱ ژانویهٔ ۱۹۸۴) بازیکن فوتبال اهل آرژانتین است.
از باشگاه‌هایی که در آن بازی کرده‌است می‌توان به باشگاه فوتبال روساریو سنترال و باشگاه فوتبال اینتر تورکو اشاره کرد.
وی همچنین در تیم ملی فوتبال آرژانتین بازی کرده‌است.